# Mercado Central de Belo Horizonte

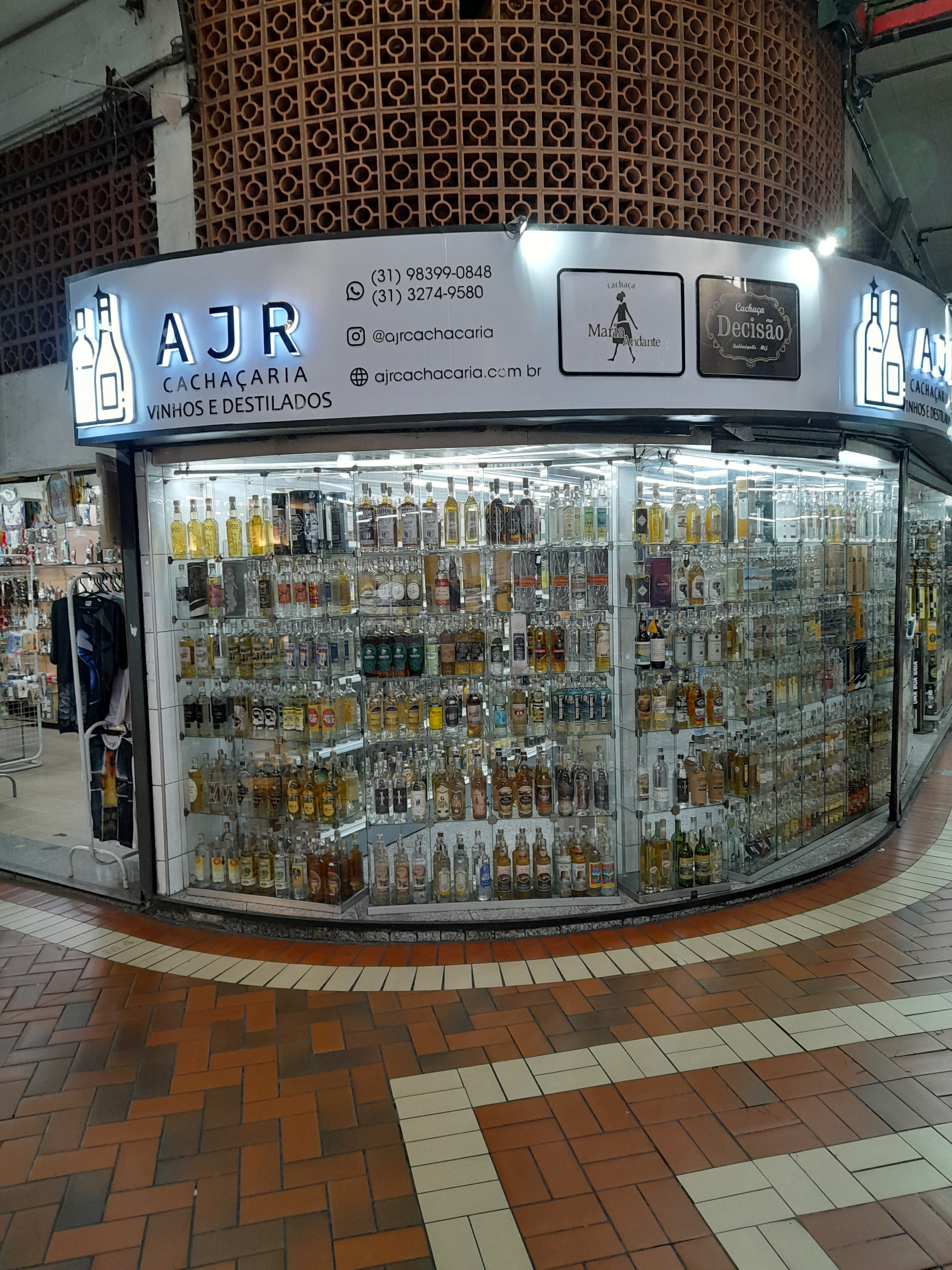
Mercado Central de Belo Horizonte.

El Mercado Central de Belo Horizonte anteriormente denominado Mercado Municipal de Belo Horizonte, perteneció a la Prefectura de esa ciudad hasta 1964, siendo creado el 7 de setiembre de 1929, por el entonces prefecto Cristiano Machado. Su galpón ocupa una cuadra interna del Centro de Belo Horizonte, siendo la entrada principal para la avenida Augusto de Lima.
Cristiano Machado fundó el Mercado en 1929. En esa época, el mercado era um campo abierto, con barracas simples. Funcionaba como un centro de distribución de alimentos y otros productos, así como hoy se tiene al CEASA-MG.
El Mercado funcionó perfectamente hasta 1964, cuando el prefecto Jorge Carone decidió vender el terreno, alegando la imposibilidad de administrarlo. Cristiano Machado, conjuntamente con algunos comerciantes, compró el mercado, para que la venta a terceros fuese evitada. Sin embargo, los compradores enfrentaron, inmediatamente, un primer problema: tendrían que construir un cobertizo cubierto, en la superficie total del antiguo mercado, en un plazo de cinco años. Si no lo hicieran, tendrían que devolver el área a la Alcaldía. Finalmente el galpón pudo ser construido en el plazo, cuatro contratistas fueron contratados, cada uno responsable de la obra en una de las fachadas. Después de 15 días, 14.000 m² de terreno fueron completamente cerrados. Los socios con su espíritu emprendedor y entusiasmo, vieron sus esfuerzos recompensados.